# Spice 1
Spice 1 född 1970 som Robert L. Green, Jr. i Hayward, California, är en amerikansk rappare. Spice 1 var stor i början av 1990-talet med albumen "187 he wrote" och "Amerikkkaz nigthmare".
Den 3 december, 2007 hamnade han på sjukhuset efter att blivit skjuten efter att ha hälsat på sin familj. "Spices" skador ses som stabila.

### Fotnoter
1. ↑  Lee, Henry K. (28 maj 2007). ”Rapper Spice 1 shot, recovering in hospital” (på engelska). San Francisco Chronicle. sid. B - 5. http://www.sfgate.com/cgi-bin/article.cgi?f=/c/a/2007/12/07/BAMJTPN3S.DTL. Läst 22 maj 2008.